# Антон Молчанов
Антон Викторович Молчанов е руски писател на произведения в жанра научна фантастика. Пише под псевдонима Ант Скалантис (на английски: Ant Skalandis).

## Биография и творчество
Роден е в Москва, СССР на 1 септември 1960 г. Баща му е фотохудожник, работещ в Държавния литературен музей, а майка му е учителка по руски език и литература. Пише от много малък, първо дневник, после приключенски романи, които не стигат до завършек. На около 20 г. като студент започва да пише първия си фантастичен роман „Катализ“. Завършва през 1983 г. МХТИ „Д. И. Менделеев“ със специалност инженер-химик.
В периода 1990 – 1992 г. е изпълнителен директор на издателската компания „RIF“ на Международната фондация за развитие на киното и телевизия за деца („Фонд Ролан Биков“). През 1993 – 2001 г. е изпълнителен редактор на „Текст“, а през 2001 – 2002 – кореспондент на „Литературен вестник“. В периода 2002 – 2003 г. е главен редактор разделите „PRO“ на вестник „Литературен преглед“ и в периода 2003 – 2004 г. е ръководител на рекламния отдел на издателството „Вече“. Работи като секретар на Съюза на писателите на Москва. Съпредседател е на Съвета за фантастична и приключенска литература и Международната асоциация на писателите фантасти, член е на Литературния фонд.
След дипломирането си започва да пише разкази. Първата му публикация е през 1986 г. в списание „Химия и жизнь“. През 1989 г. издава първия му сборник с разкази „Ненормальная планета“.
През 1991 г. е публикуван първият му роман „Катализ“, първоначално като серийна публикация в списание в Днепропетровск, а през 1996 г. и в пълен вариант. През 1996 г. е член на проекта „Время учеников“ за продължение на историите на Братя Стругацки. В периода 1997-1999 г. пише в съавторство с американския писател Хари Харисън продължението на неговата поредица „Свят на смъртта“. Романите стават бестселъри в Русия като са продадени в над половин милион екземпляра.
В периода 2000 – 2004 г. Молчанов пише сценарии за телевизионни сериали, документални и игрални филми. Участва в проекта „Фаэтон“, в който втория и третия цикъл на книгата, „Дочь Нефертити“ и „Наложница императора“, са написани с негово участие.
През 2008 г. излиза документалната му книга „Братья Стругацкие“, в която освен информация за писателите и техните произведения има и автобиографични данни за автора. Книгата е удостоена с наградата „Звёздный Мост“ през 2008 г. и наградата „Бронзовая Улитка“ през 2009 г. за публицистика.
Антон Молчанов живее в Москва.

## Произведения

### Самостоятелни романи
- Катализ (1991 – 1993, 1996)
- Вторая попытка (1996) – повест по проекта „Время учеников“
- Заговор посвящённых (1997)
- Меч Тристана (1998) – издадена и като „Иван да Марья из страны логров“
- Віртуальний бумеранг (2006)

### Серия „Замесени“ (Причастные)
1. Спроси у Ясеня (1996) – издадена и като „Причастных убивают дважды“ (2002)
2. Точка сингулярности (?) – издадена и като „Миссия Причастных“ (2002)
3. Охота на Эльфа (?) – издадена и като „Причастные. Скрытая угроза“ (2002)
4. Причастные. Новый поворот (2002)

### Серия „Свят на смъртта“ (Deathworld)
в съавторство с Хари Харисън
3. Свят на смъртта 4, Return to Deathworld (1998) – в Русия като „Возвращение в мир смерти“
4. Свят на смъртта 5, Deathworld vs Filibusters (1998) – в Русия като „Мир Смерти против флибустьеров“
5. Creatures from hell (1999) – в Русия като „Мир смерти и твари из преисподней“

### Сборници
- Ненормальная планета (1989) – с циклите „Ненормальная планета“ и „Наемные самоубийцы“

### Документалистика
- Братья Стругацкие (2008)